# ベネラ4号

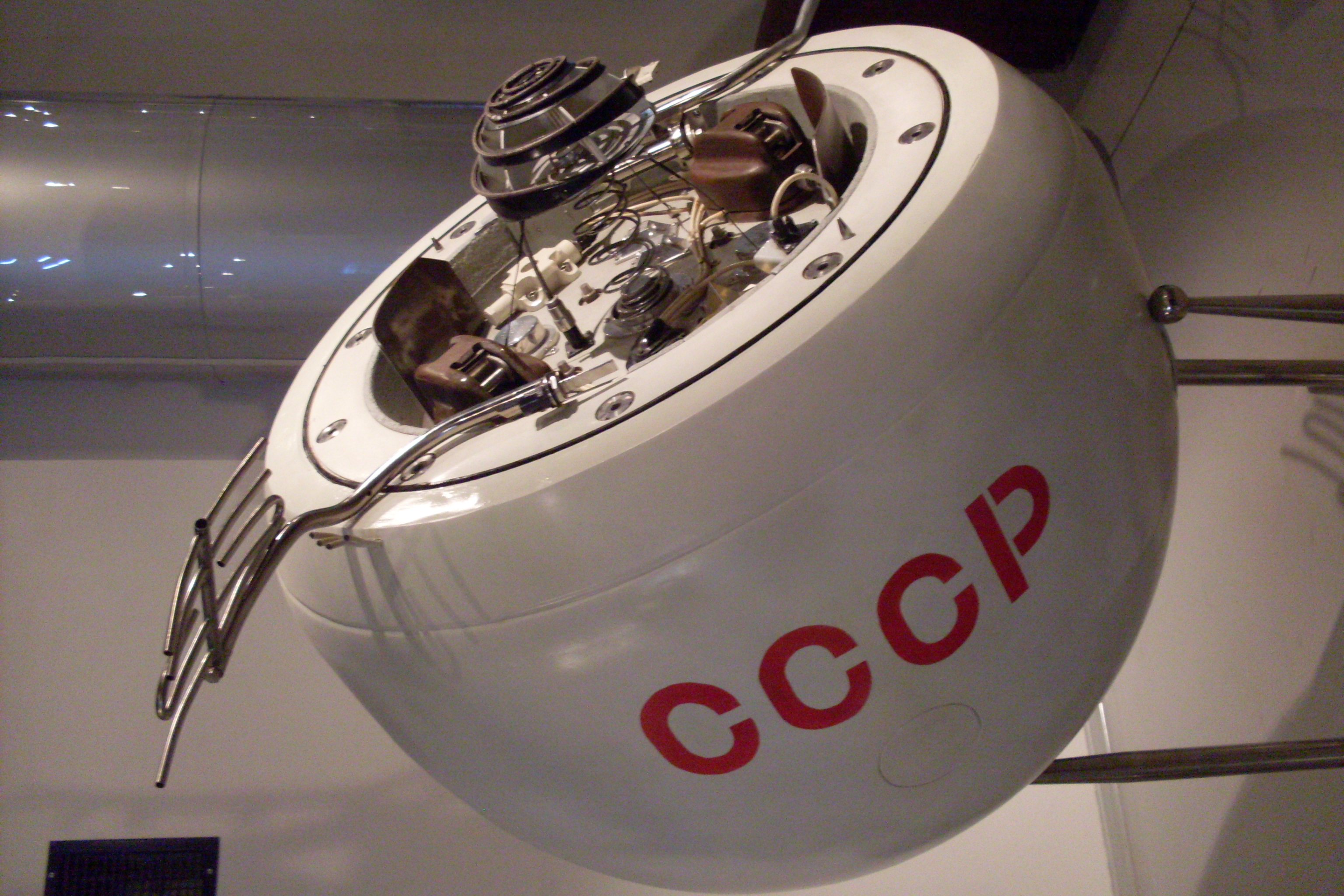
降下カプセルの模型

ベネラ4号（ロシア語：Венера-4）は、1967年6月12日にソビエト連邦によって打上げられた金星探査機である。

## 構造
ベネラ4号はベネラ3号同様、金星大気層に探査機を軟着陸可能な速度で降下させるという目的で設計された。その後の観測で明らかとなった金星の過酷な環境に耐えるべく降下カプセルは3号よりも大幅に強化され20気圧の圧力に耐えるようになっていた。要となる降下カプセルは直径103 cm、重量383 kgである。その内部には2つの温度計、気圧計、電波高度計および大気の密度計、11種類のガス分析機とデシメートル周波数帯を使用する無線送信機が搭載されていた。
なお大気圏突入用カプセルを分離した軌道モジュール（メインバス）の方には、磁気探知機、宇宙線探知器、水素原子と酸素原子のためのライマンα線分光計および荷電粒子（太陽風）収集機が搭載されていた。

## 経過
ベネラ4号は、モルニヤロケットにより Tyazheliy Sputnik（67-058B）として地球周回軌道に投入され、さらに結合したままとなっていたロケット上段噴射により金星へ向かう軌道に乗せられた。1967年10月18日には探査機は金星軌道に到達し、搭載された降下カプセルをその大気層に送り込んだ。降下カプセルは金星大気へ突入するとパラシュートによって減速し、そこから送られた観測データーは軌道上のメインバスによって地球に向かって中継された。送られたデーターによれば降下カプセルは高度24.96 kmまで動作し続け、経度19°N緯度38°E付近に着陸したと推測されている。
ベネラ4号は別惑星の環境を初めて現地で分析することに成功した最初の調査であった。その結果、金星は窒素数 %を含む二酸化炭素を中心とした予想よりも遙かに高い密度の大気を持つ、極めて高温な所であるという観測データを得ることが出来たのである。
なお、ベネラ4号着陸の翌日にはアメリカのマリナー5号が金星フライバイを行い、観測を補っている。